# Década de 1290
Séculos: (Século XII - Século XIII - Século XIV)
Décadas: 1240 1250 1260 1270 1280 - 1290 - 1300 1310 1320 1330 1340
Anos: 1290 - 1291 - 1292 - 1293 - 1294 - 1295 - 1296 - 1297 - 1298 - 1299